# Высокогородецк
Высокогородецк — деревня в Абанском районе Красноярского края России. Входит в состав Петропавловского сельсовета.

## История
Переселенческий участок Канарайчик Абанской волости Канского уезда  был спроектирован в 1897 году. Заселение его началось в 1899 году. Первые жители: Пашкевич, Шурмель, Труханенко, Споткай, Шашило, Иванюта и др., - родом были из села Высокий Городец  Сенненского уезда Могилевской губернии. В честь него и получила своё название деревня. В 1901 году было образовано Высокогородецкое сельское общество. По данным 1929 года в Высоко-Городецкой имелось 71 хозяйство и проживало 385 человек (в основном — русские). Функционировала школа. Административно деревня являлась центром Петропавловского сельсовета Абанского района Канского округа Сибирского края. В деревне родился Герой Советского Союза — Виктор Степанович Богуцкий.

## География
Деревня находится в юго-западной части района, на правом берегу реки Канарайчик (правый приток Абана), примерно в 10 км (по прямой) к востоку-северо-востоку (ENE) от посёлка Абан, административного центра района. Абсолютная высота — 282 метра над уровнем моря.

## Население
| 1926 | 1989 | 2002 | 2010 |
| ---- | ---- | ---- | ---- |
| 385  | ↘174 | ↗200 | ↘169 |

Гендерный состав
По данным Всероссийской переписи населения 2010 года 83 мужчины и 86 женщины из 169 чел.
Национальный состав
Согласно результатам переписи 2002 года, в национальной структуре населения русские составляли 92 % из 200 чел.

## Инфраструктура
В деревне функционируют фельдшерско-акушерский пункт, сельский клуб и библиотека.

## Улицы
Уличная сеть деревни состоит из 2 улиц (ул. Молодёжная и ул. Советская).